# Synagoge (Binswangen)

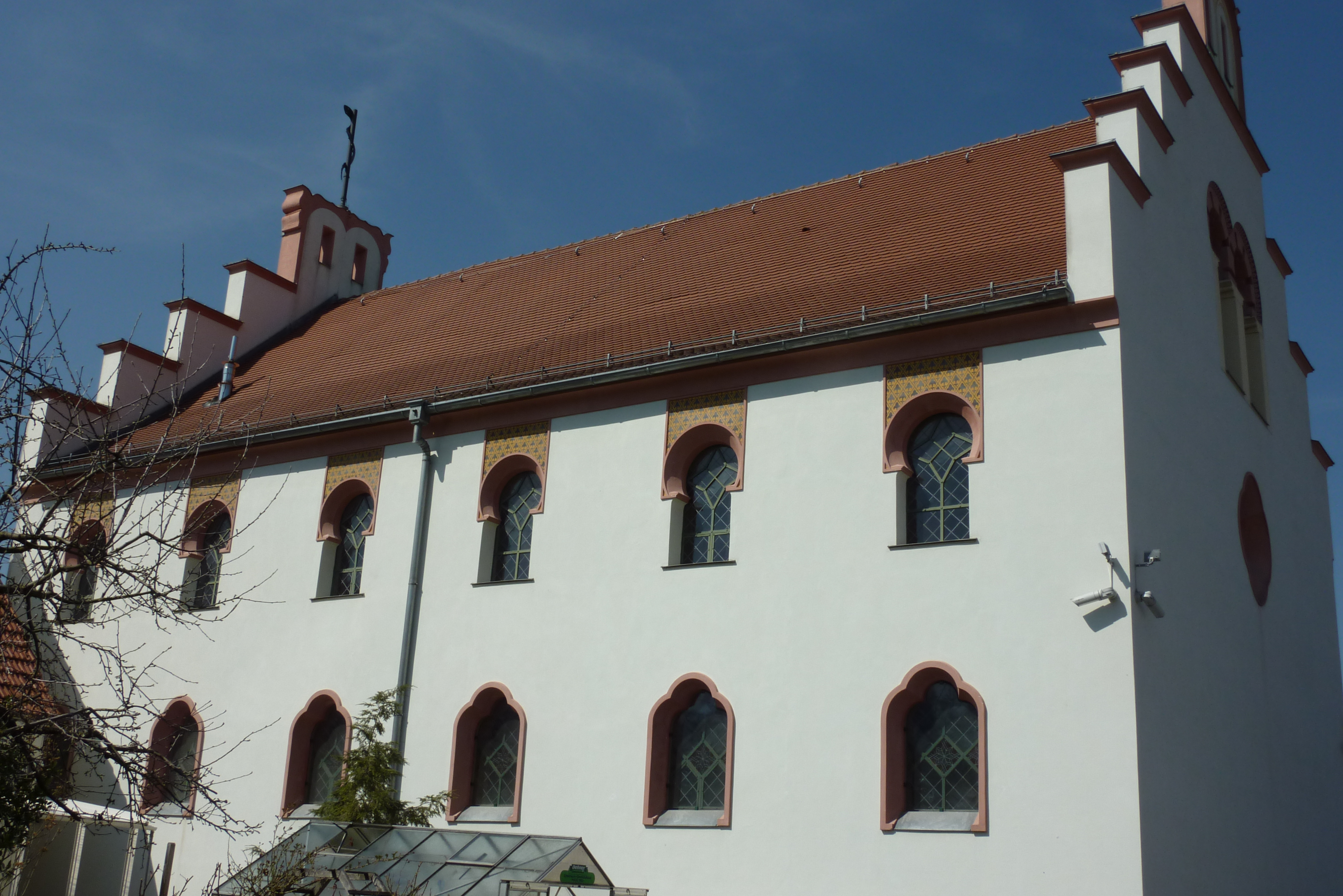
Synagoge in Binswangen, Ansicht von Süden

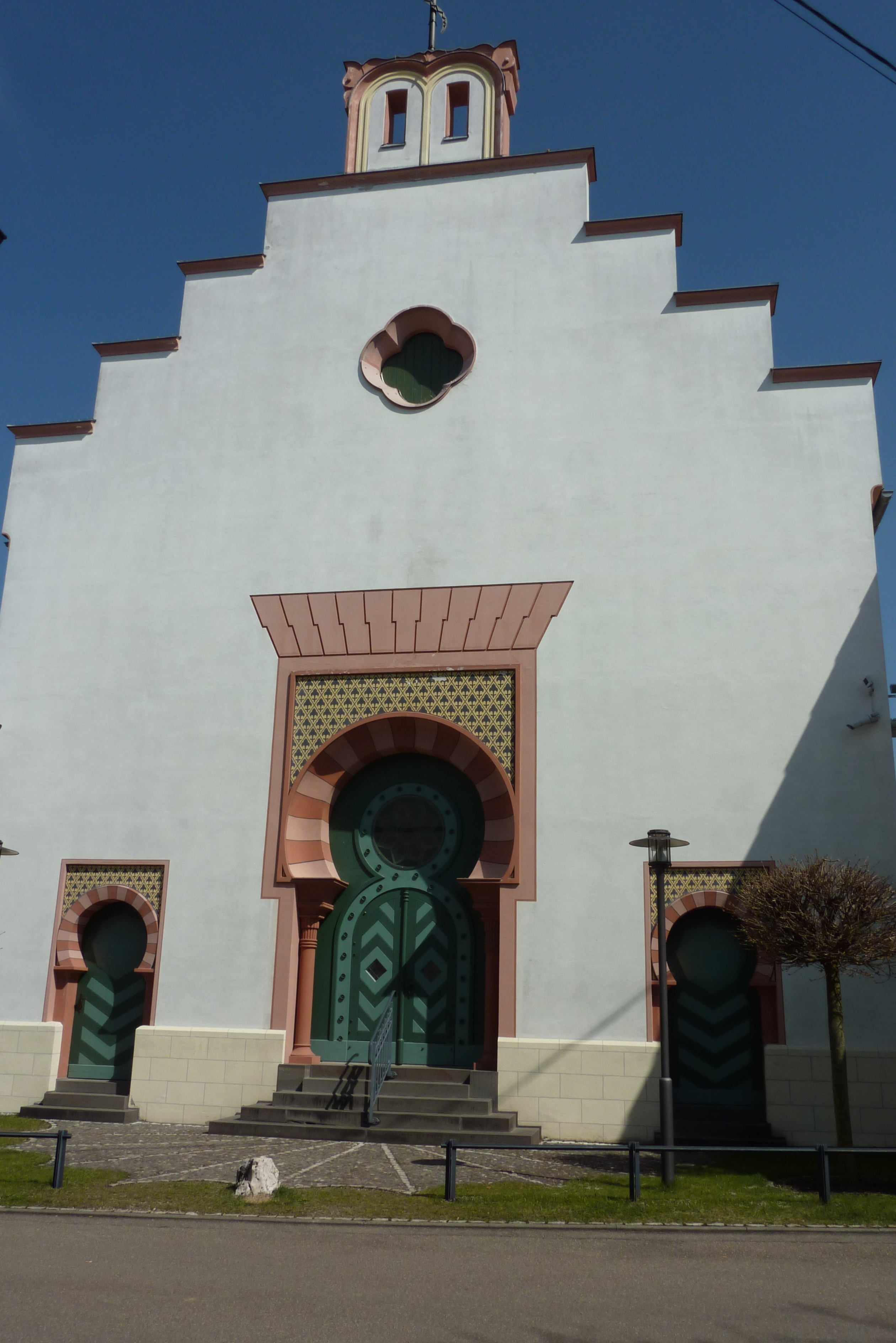
Synagoge in Binswangen, Westfassade

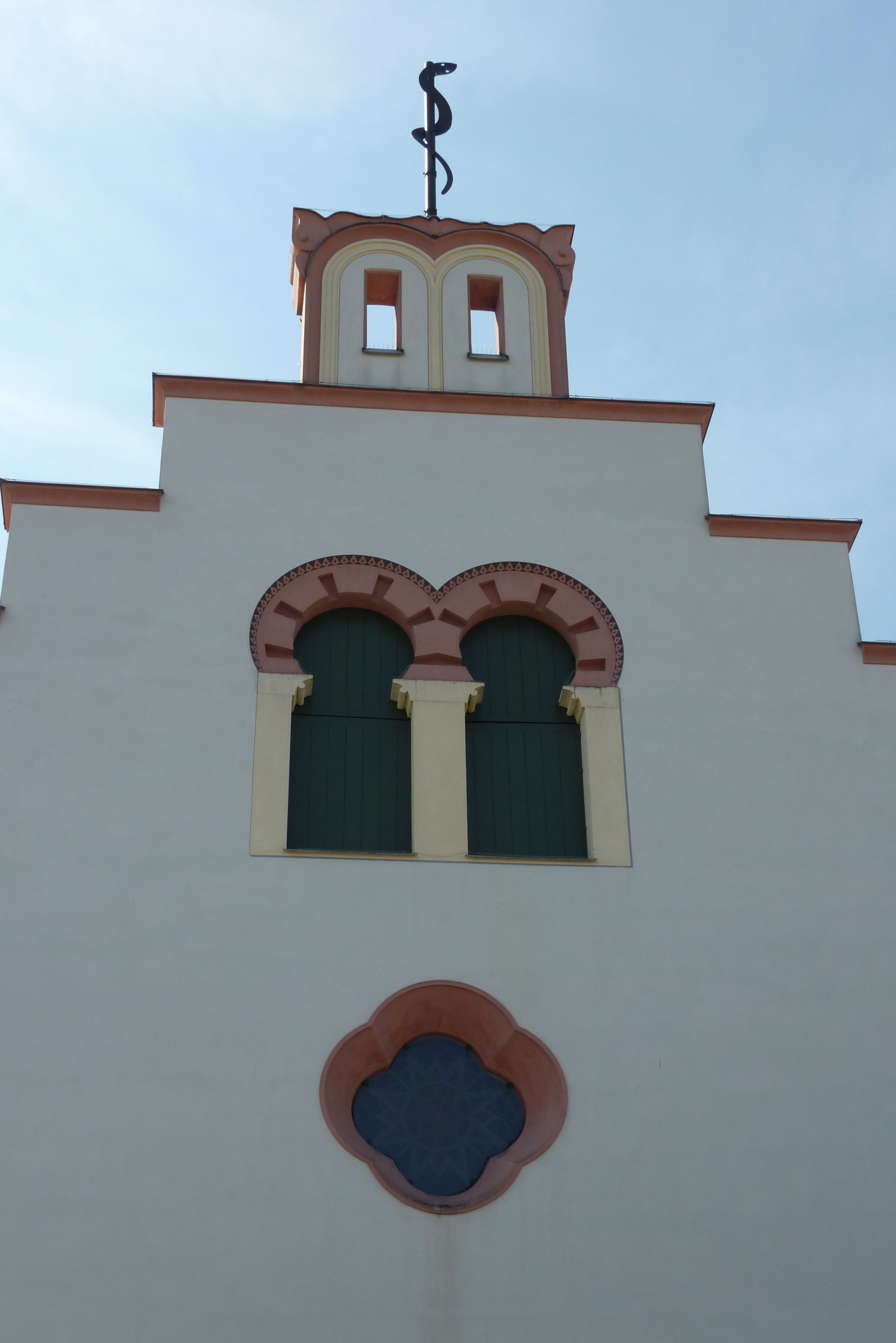
Synagoge in Binswangen, Ostfassade mit Eherner Schlange auf dem First

Die Synagoge in der Judengasse 3 in Binswangen, einer Gemeinde im schwäbischen Landkreis Dillingen an der Donau in Bayern, wurde 1836/37 erbaut.

## Geschichte
Die erste Synagoge der Jüdischen Gemeinde Binswangen wurde 1609 genannt. Sie stand vermutlich am Platz der heutigen Synagoge. Im 19. Jahrhundert war die alte Synagoge für die nun größere Gemeinde zu klein geworden und deshalb wurde der Bau einer neuen Synagoge beschlossen. Der Regierungsbauinspektor Eduard Rüber wurde beauftragt, die Pläne zu entwerfen. Dieser nahm die Synagoge von Ingenheim in der Pfalz zum Vorbild. Diese vom Architekten Friedrich von Gärtner entworfene und 1832 fertiggestellte Synagoge führte erstmals im Synagogenbau das maurische Stilelement des Hufeisenbogens bei den Fenstern und den Portalen ein.
Im Juni 1836 wurde die alte Synagoge abgebrochen und am 15. September 1837 konnte die neue Synagoge durch den Rabbiner Isaac Hirsch Gunzenhauser feierlich eingeweiht werden.

## Pogrom vom 10. November 1938
Beim Novemberpogrom 1938 wurde die Synagoge durch SS-Männer aus Augsburg geplündert und geschändet. Die noch im Ort anwesenden Juden mussten die kostbaren Gegenstände ihres Gotteshauses auf einen Lastwagen des SS-Trupps laden. Die Synagoge ging nicht in Flammen auf, weil wegen der engen Bebauung Gefahr für die Nachbarhäuser bestand.

## Architektur

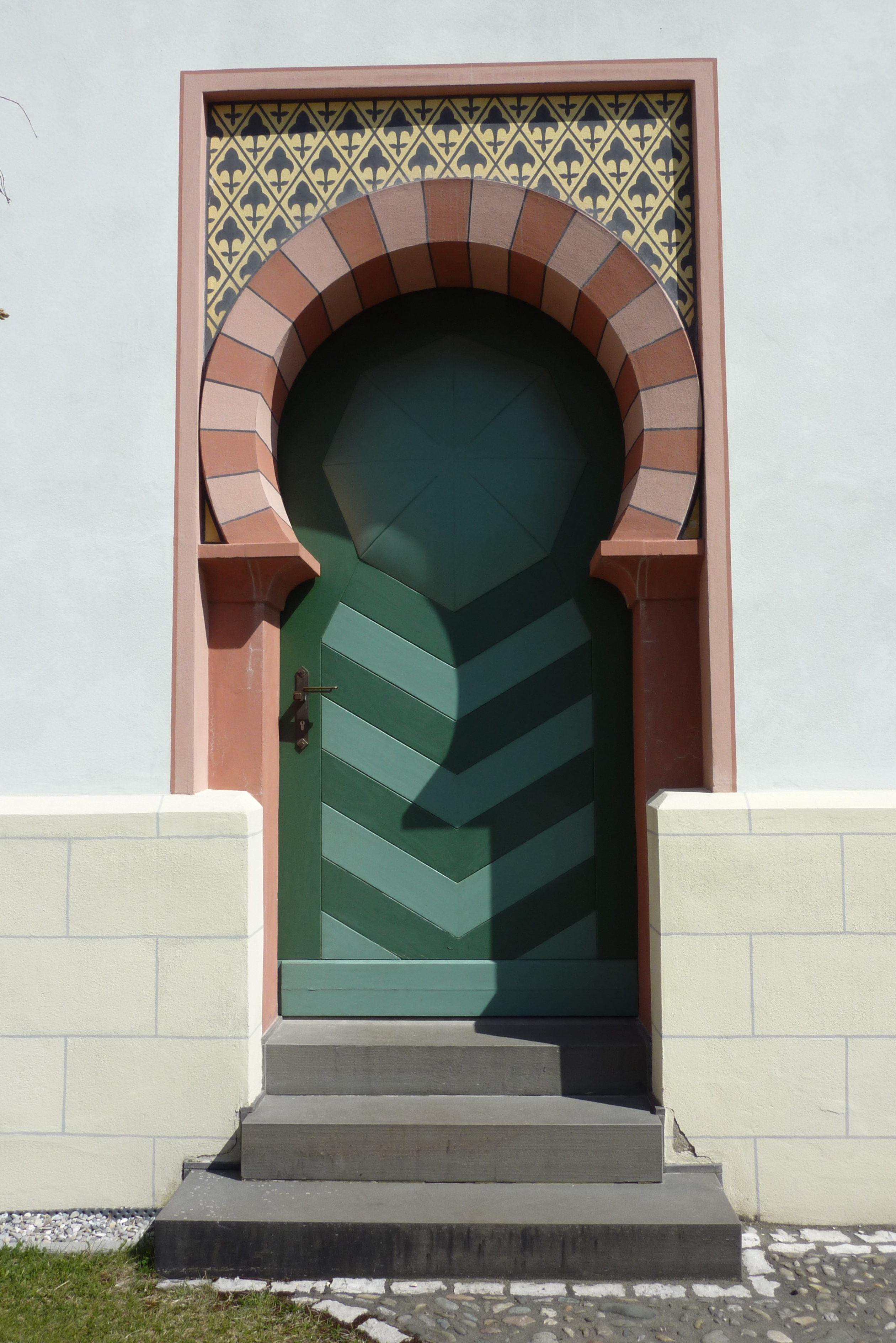
Synagoge in Binswangen, seitliche Tür der Westfassade

Über einem rechteckigen Grundriss erhebt sich ein zweigeschossiger Bau, der von einem Satteldach gedeckt wird. Die beiden gestuften Giebel sind Stilelemente der Gotik. Die drei Portale der Westfassade besitzen Hufeisenbögen und ägyptisch anmutende Palmettenkapitelle. Die Giebelabschlüsse bestehen im Westen aus den Gesetzestafeln und im Osten aus der Ehernen Schlange.
Man betritt die Synagoge durch eine Vorhalle und im Innern besitzt sie eine dreiseitige Frauenempore aus Holz und eine Flachdecke. Die Palmettensäulen drücken wiederum das orientalisierende Stilelement aus. Die Farbtöne des Innenraums wurden nach Originalbefunden rekonstruiert und bestehen aus roten und blauen Farbtönen vor blaugrünem Grund. Der Toraschrein und der in der Mitte des Raumes gestandene Almemor sind nicht erhalten und wurden auch nicht wiederhergestellt.

## Heutiger Zustand
Nach 1945 wurde die Synagoge als Kohlenlager, Werkstätte und als Lager für einen Baustoffhandel genutzt. Im Jahr 1960 wurde der Treppengiebel abgetragen und später auch die Frauenempore entfernt. Der Landkreis Dillingen an der Donau kaufte im Jahr 1987 das ehemalige Gotteshaus. Nach Abschluss der Renovierungsarbeiten wurde die ehemalige Synagoge am 20. Oktober 1996 als Begegnungsstätte eröffnet.